# David Koubbi
 (mars 2023).
L'article doit être relu — et modifié si nécessaire — par des contributeurs indépendants pour apporter un regard critique aux contributions effectuées en violation des conditions d'utilisation de Wikipédia, tant sur la forme (notamment concernant le style encyclopédique, la proportionnalité) que sur le fond (la neutralité de point de vue, la qualité et l'indépendance des sources).
David Koubbi, né à Toulouse (Haute-Garonne) le 26 novembre 1972, est un avocat et écrivain français.

## Biographie
David Koubbi suit des études de droit économique et de la communication, suivies d'un doctorat en droit privé obtenu par une thèse sur le droit de la presse, à l'université Toulouse-I-Capitole en 1999.
Alors qu'il peinait dans ses études secondaires, sa mère l'inscrit dans une filière sport-études avant d'être « sauvé » par un professeur.
Il est membre du jury d'admission au master droit et management international à HEC 2015 et 2016[réf. nécessaire].
Il a écrit et mis en scène le spectacle politique d'Ella Kelian Ella est a-droite au théâtre BO Saint-Martin.

## Carrière professionnelle
Il est l'avocat de clients très médiatisés comme :  Jérôme Kerviel, Marc-Olivier Fogiel, Marie Laforêt, Clara Morgane, Oscar Temaru, Isabelle Adjani, Jean-Claude Camus, Michel Lafon, Stéphane Delajoux ou Tristane Banon, etc..
En 2003, en collaboration avec Benoît Pruvost, il fonde le cabinet d'avocats nommé : 28 octobre, société d'avocats à la cour de Paris, spécialisé en droit pénal des affaires, droit de la presse, droit social et droit des sociétés.
En 2010, il est l'avocat du Collectif SOS Haïti Enfants adoptés après le tremblement de terre survenu en Haïti. Il concourt au rapatriement par avion de plus de 500 enfants légalement adoptés en décembre 2010 et organise avec l'association SOS Haïti une vente aux enchères caritative à Drouot Montaigne. Les fonds ainsi obtenus servent à financer la scolarisation d'enfants vivant dans le camp du Champ-de-Mars à Port-au-Prince.
En 2013, David Koubbi est polémiste dans l'émission de Marc-Olivier Fogiel On refait le monde sur RTL.[réf. nécessaire]

## Affaires judiciaires

### Affaire Oscar Temaru
En 2019, David Koubbi est saisi de la défense des intérêts d'Oscar Temaru, ancien président de la Polynésie française, président fondateur du parti Tavini Huiratira et président honoraire jusqu’au 6 septembre 2008 de la radio Radio Te Reo O Tefana. Dans ce dossier, il est accusé de prise illégale d’intérêts, car cette radio aurait bénéficié de subventions de la mairie de Faa’a, dont il est maire, et mentionnerait dans ses statuts la promotion de la lutte anti-nucléaire et l’accession à la souveraineté du peuple polynésien.
Oscar Temaru a été condamné en première instance par le tribunal correctionnel de Papeete à une peine de 6 mois d’emprisonnement avec sursis ainsi qu’à une amende de 5.000.000 F CFP , mais relaxé en appel en mai 2023,,,.

### Affaire «AF447 Rio-Paris»
En 2022, David Koubbi représente les intérêts de plusieurs parties civiles dans le cadre du procès du crash aérien AF 447 Rio-Paris, lequel a entraîné la mort de ses 228 passagers le 1er juin 2009. Le Tribunal judiciaire de Paris a toutefois prononcé en avril 2023 la relaxe des sociétés Air France et Airbus du délit d'homicide involontaire qui leur est reproché en l’absence de lien de causalité certain entre la faute et le dommage subi,. Sur le volet civil, la responsabilité civile des sociétés AIRBUS ET AIR FRANCE a été retenue, le tribunal ayant jugé que les "fautes" des entreprises avaient conduit à une "perte de chance", soit à augmenter la probabilité que l'accident arrive 
Le 27 avril 2023, le parquet général a annoncé faire appel de ce jugement. Les deux sociétés, Air France et Airbus, seront donc à nouveau jugées pour homicides involontaires, à une date non encore définie.

### Affaire UBS
David Koubbi représente les intérêts de la lanceuse d'alerte Stéphanie Gibaud, licenciée par la banque UBS France. Après de nombreux recours en cassation, celle-ci est renvoyée devant le tribunal correctionnel de Paris pour harcèlement moral, subornation de témoin et entrave à l’exercice du fonctionnement du CHSCT.

### Affaire Kerviel
Dans l'affaire Kerviel, il succède en 2012 à Olivier Metzner dans la défense de Jérôme Kerviel, qui est condamné et dont l'appel est rejeté, décision partiellement cassée par la Cour de cassation en 2014.
Il obtient, par ailleurs, en première instance et en appel la libération de Jérôme Kerviel, condamné à trois ans de prison ferme, le 4 septembre 2014, après trois mois d'emprisonnement[réf. nécessaire].
Le 7 juin 2016, il obtient en première instance que la Société générale soit condamnée à verser à Jérôme Kerviel 455 000 euros pour licenciement sans cause réelle et sérieuse.
Le 23 septembre 2016, Jérôme Kerviel est condamné en appel à verser 1 million d’euros de dommages et intérêts à la Société générale. L’ancien trader est reconnu « partiellement responsable » par la cour d’appel de Versailles du préjudice causé à la banque par ses manœuvres boursières frauduleuses.

### Affaire Banon
En juillet 2011, il est l'avocat de Tristane Banon qui porte plainte pour tentative de viol contre Dominique Strauss-Kahn. Les faits sont requalifiés en agression sexuelle, et la plainte est classée sans suite, car il y a prescription.

## Vie privée
David Koubbi a un fils, né en 2008, né d'une avocate dont il est séparé.

## Œuvres
- Helium et papillons, roman, Fischbasher, 2004.
- Une contestation française, essai, préface de Francis Teitgen, Don Quichotte éditions, 2017[22].
- La Charge, essai, Éditions La Relève et la Peste, 2020[23],[24],[25].